# Oomycetes
Clasa Oomycètes este inclusă în secția Eumycetes, „ciupercile adevărate”, regnul Mycota.
Oomycetele includ numeroase specii de ciuperci cu comportare saprofitică, facultativ parazită sau cu specializare obligat parazită. Corpul vegetativ este prezentat printr-un sifonoplast, bogat ramificat, constituit din hife cilindrice, hialine, continue, neseptate. Membrana celulară conține celuloză, nu chitină ca alte clase de ciuperci. Oomicetele sunt haplobionte, diplobiontul fiind reprezentant prin oospor. 

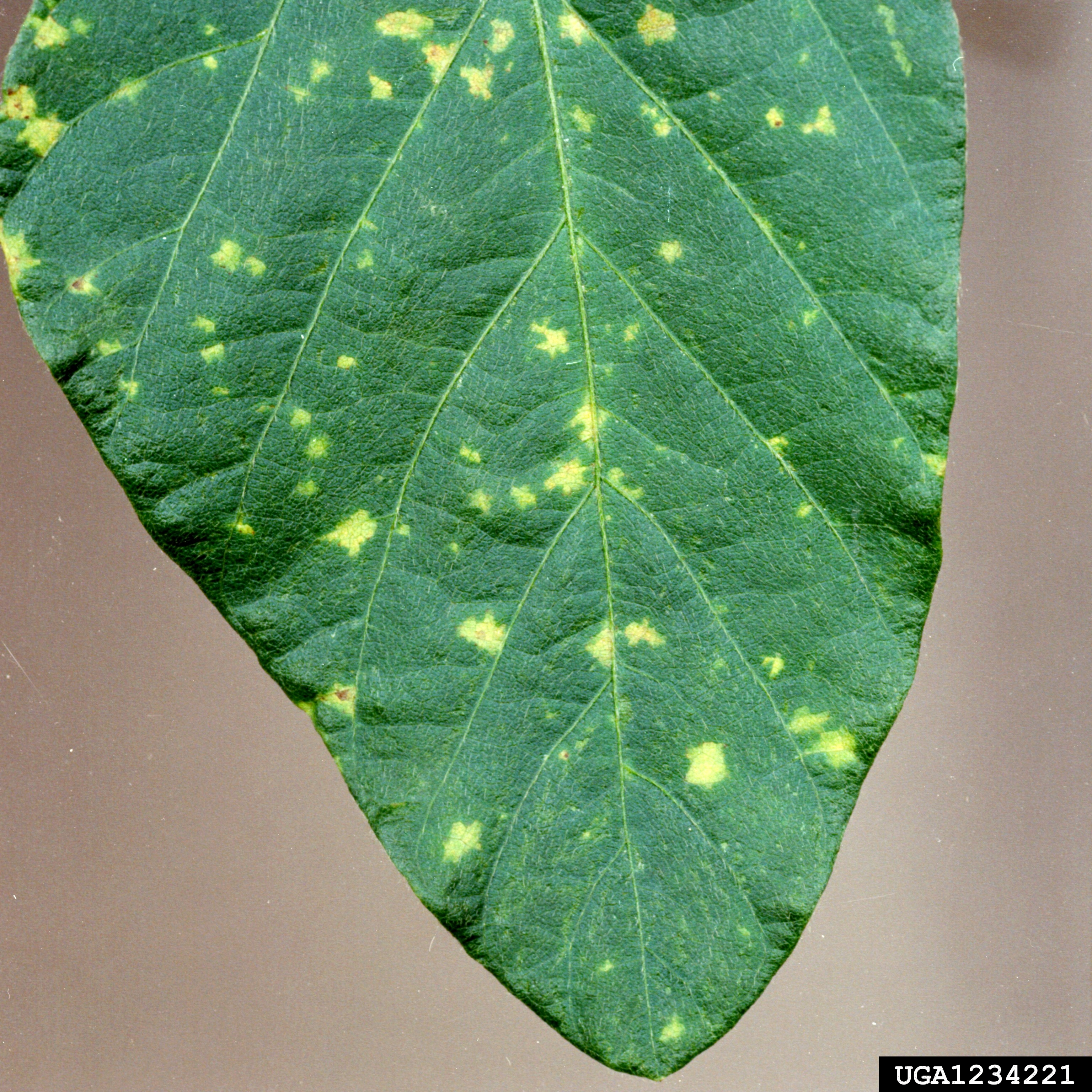
Peronospora manshurica

Înmulțirea asexuată se realizează prin zoospori biflagelați (g. Plasmopara) sau prin conidii la formele mai evoluate (g. Peronospora). Procesul sexuat al oomicetelor este oogamia, o formă mai evoluată de heterogametangiogamie și se petrece pin copularea oogonului și anteridiei. În urma procesului de fecundație rezultă oospori diploidali, care reprezintă și forma de iernare sau de rezistență a ciupercilor din această clasă. În cl. Oomycetes sunt incluse câteva ordine, care se deosebesc prin structura miceliului, zoosporangiului și oosporilor. Majoritatea agenților patogeni fac parte din  ord. Peronosporales.

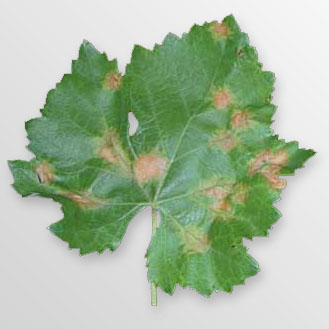
Plasmopara viticola